# 드림베이대로
드림베이대로는 경상남도 창원시 마산합포구에 위치한 도로이다. 해운동삼거리에서 시작해 가포신항터널을 지나 덕동동에서 끝난다.